# Arrondissement di Saint-Lô
L'arrondissement di Saint-Lô è un arrondissement dipartimentale della Francia situato nel dipartimento della Manica, nella regione della Normandia.

## Composizione
L'arrondissement è composto da 123 comuni raggruppati in 11 cantoni:
- cantone di Canisy
- cantone di Carentan
- cantone di Marigny
- cantone di Percy
- cantone di Saint-Clair-sur-l'Elle
- cantone di Saint-Jean-de-Daye
- cantone di Saint-Lô-Est
- cantone di Saint-Lô-Ovest
- cantone di Tessy-sur-Vire
- cantone di Torigni-sur-Vire
- cantone di Villedieu-les-Poêles.